# Penetrator (Raumsonde)

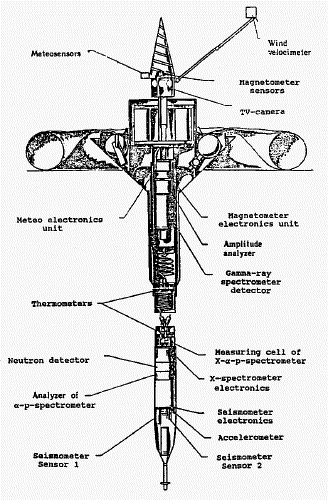
Mars-96-Penetrator

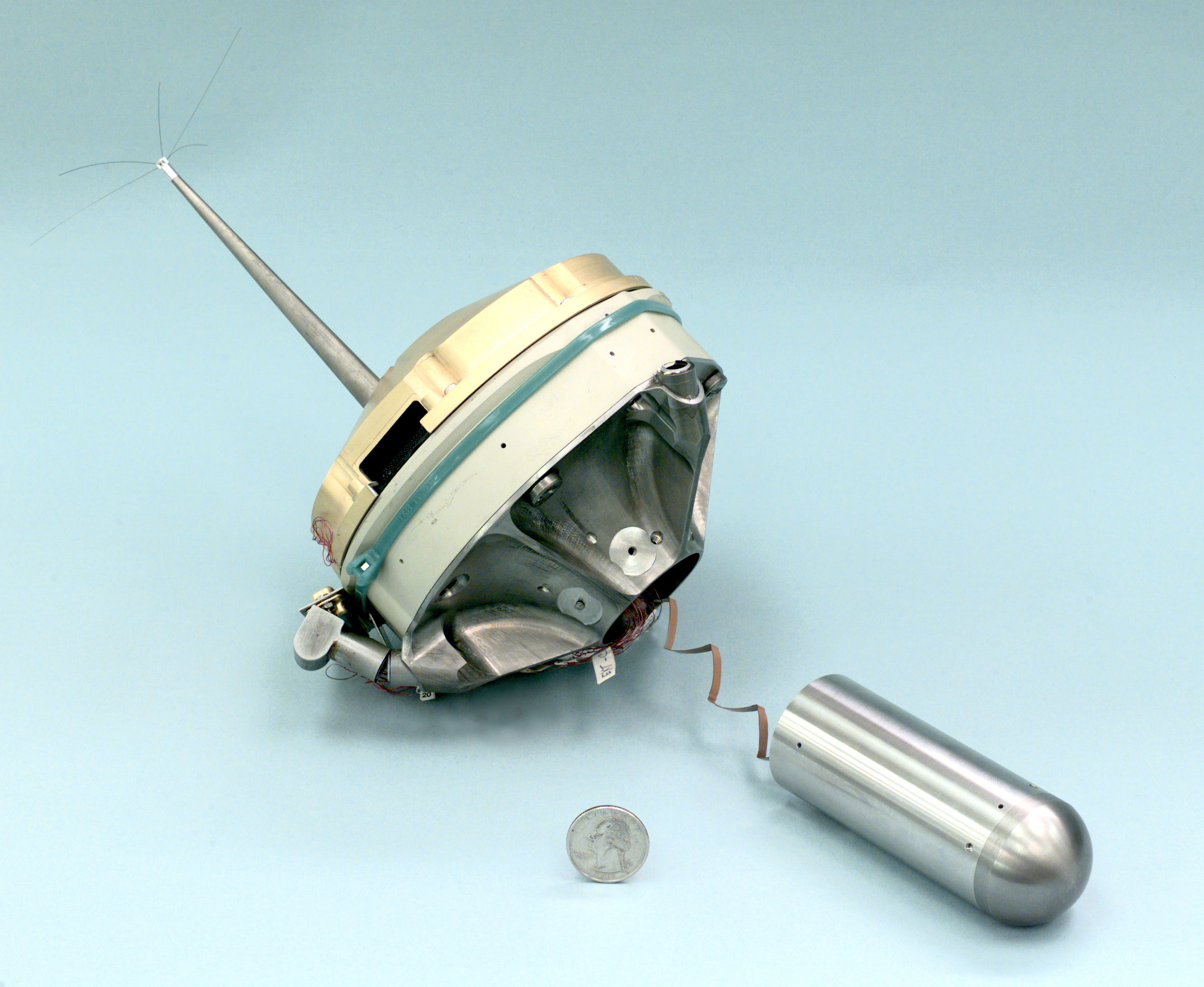
Deep-Space-2-Penetrator

Als Penetrator wird eine Raumsonde bezeichnet, die sich bei einer ungebremsten Landung bis zu einigen Metern in den zu untersuchenden Himmelskörper bohrt und an der Oberfläche ein Kommunikationsmodul zurücklässt, das über Kabel mit dem unteren Teil der Sonde verbunden ist. Der Begriff ist vom lateinischen Wortstamm penetrare (= eindringen, durchdringen) abgeleitet.
Mit dieser Technik sollen preisgünstige Lander die Bodenbeschaffenheit von Planeten, Asteroiden und Kometen untersuchen. Technisch erfordern diese Geräte eine sehr robuste Bauweise, da beim Eindringen in den Boden Beschleunigungen von dem mehrtausendfachen der Erdbeschleunigung auftreten (z. B. bei Deep Space 2: 30.000 g für den eindringenden Teil des Penetrators und 60.000 g für die auf der Oberfläche zurückbleibende Kommunikationseinheit). Bislang ist noch kein Penetrator bei einer Weltraummission erfolgreich eingesetzt worden, jedoch sind entsprechende Experimente auf der Erde erfolgreich durchgeführt worden.

## Mit Penetratoren ausgerüstete Raumsonden

### Gestartet
- Mars 96 – zwei Penetratoren zur Untersuchung des Mars, am 16. November 1996 mit einer Proton-K/Block-D-2-Rakete (Fehlstart).
- Deep Space 2 – zwei Penetratoren zur Untersuchung des Mars, am 3. Januar 1999 mit einer Delta-II-Rakete zusammen mit der Raumsonde Mars Polar Lander gestartet. Kein Kontakt nach der Landung.

### Gestrichen
- LUNAR-A – war eine japanische Raumsonde mit zwei Penetratoren zur Untersuchung des Erdmondes, Start sollte nach vielen Verschiebungen im Jahr 2010 erfolgen. Jedoch wurde die Sonde 2007 gestrichen. Die Penetratoren könnten jedoch auf einer Mondsonde einer anderen Nation oder einer anderen japanischen Sonde zum Einsatz kommen.
- SELENE-2 – eine japanische unbemannte Mondmission der Raumfahrtbehörde JAXA. Der Start war für 2017 vorgesehen. Jedoch wurde die Mission 2015 abgesagt.
- Luna 25 – eine russische Raumsonde, ausgestattet mit zwölf Penetratoren, zur Untersuchung des Mondes. Der Start war für 2015 geplant, erfolgte aber erst am 11. August 2023.[1] Die ursprünglich geplanten Penetratoren wurden gestrichen.